# Nazionale maschile under 21 di calcio della Norvegia
La nazionale norvegese di calcio Under-21, i cui calciatori sono soprannominati U21-landslaget, è la rappresentativa calcistica Under-21 della Norvegia ed è posta sotto l'egida della Norges Fotballforbund. 
L'attività di questa selezione si sviluppa in cicli biennali, nei quali, attraverso un girone di qualificazione, l'obiettivo è di partecipare al campionato europeo Under-21 che si tiene ogni due anni. Nella gerarchia delle nazionali calcistiche giovanili norvegesi è posta prima della nazionale Under-20. L'Under-21 è la principale risorsa cui attinge la nazionale A: è consuetudine che i migliori giovani che vi si sono resi protagonisti vengano chiamati a integrarsi nella nazionale maggiore, fino a diventarne spesso titolari e giocatori cardine.
Dal 2023 è allenata da Jan Peder Jalland.

## Partecipazioni ai tornei internazionali

### Europeo U-21
- 1978: Non qualificata
- 1980: Non qualificata
- 1982: Non qualificata
- 1984: Non qualificata
- 1986: Non qualificata
- 1988: Non qualificata
- 1990: Non qualificata
- 1992: Non qualificata
- 1994: Non qualificata
- 1996: Non qualificata
- 1998: Terzo posto
- 2000: Non qualificata
- 2002: Non qualificata
- 2004: Non qualificata
- 2006: Non qualificata
- 2007: Non qualificata
- 2009: Non qualificata
- 2011: Non qualificata
- 2013: Semifinale
- 2015: Non qualificata
- 2017: Non qualificata
- 2019: Non qualificata
- 2021: Non qualificata
- 2023:  Primo turno

## Convocazione più recente
Di seguito è riportata la lista dei convocati per le sfide valide per le amichevoli da disputarsi contro Paesi Bassi e Portogallo, rispettivamente in data 25 e 28 marzo 2023.
Statistiche aggiornate al 28 marzo 2023.
|  | P | Magnus Sjøeng          | 23 marzo 2002    | 2 | -1 | Vålerenga       |  |  |
|  | P | Sander Tangvik         | 29 novembre 2002 | 0 | 0  | Rosenborg       |  |  |
|  |   |                        |                  |   |    |                 |  |  |
|  | D | Leo Hjelde             | 26 agosto 2003   | 8 | 0  | Leeds Utd       |  |  |
|  | D | Nikolai Hopland        | 24 luglio 2004   | 0 | 0  | Aalesund        |  |  |
|  | D | Mathias Løvik          | 6 dicembre 2003  | 0 | 0  | Molde           |  |  |
|  | D | David Møller Wolfe     | 23 aprile 2002   | 4 | 0  | AZ Alkmaar      |  |  |
|  | D | Halvor Opsahl          | 8 ottobre 2002   | 0 | 0  | Aalesund        |  |  |
|  | D | Robin Østrøm           | 9 agosto 2002    | 3 | 1  | Silkeborg       |  |  |
|  |   |                        |                  |   |    |                 |  |  |
|  | C | Kristian Arnstad       | 7 settembre 2003 | 9 | 1  | Anderlecht      |  |  |
|  | C | Oscar Bobb             | 12 luglio 2003   | 6 | 1  | Manchester City |  |  |
|  | C | Eskil Edh              | 4 agosto 2002    | 1 | 0  | Lillestrøm      |  |  |
|  | C | Tobias Gulliksen       | 9 luglio 2003    | 2 | 0  | Bodø/Glimt      |  |  |
|  | C | Isak Hansen-Aarøen     | 22 agosto 2004   | 0 | 0  | Manchester Utd  |  |  |
|  | C | Odin Thiago Holm       | 18 gennaio 2003  | 0 | 0  | Celtic          |  |  |
|  | C | Sivert Mannsverk       | 8 maggio 2002    | 0 | 0  | Molde           |  |  |
|  | C | Joel Mugisha Mvuka     | 12 novembre 2002 | 1 | 0  | Lorient         |  |  |
|  | C | Jakob Napoleon Romsaas | 16 maggio 2004   | 0 | 0  | Tromsø          |  |  |
|  | C | Andreas Schjelderup    | 1º giugno 2004   | 2 | 0  | Benfica         |  |  |
|  | C | Fredrik Sjøvold        | 17 agosto 2003   | 0 | 0  | Bodø/Glimt      |  |  |
|  | C | Chrīstos Zafeirīs      | 23 febbraio 2003 | 8 | 0  | Slavia Praga    |  |  |
|  |   |                        |                  |   |    |                 |  |  |
|  | A | Bryan Fiabema          | 16 febbraio 2003 | 2 | 1  | Real Sociedad B |  |  |
|  | A | Daniel Karlsbakk       | 7 aprile 2003    | 5 | 0  | Heerenveen      |  |  |

### Giocatori eleggibili
Lista dei calciatori eleggibili per il campionato europeo 2023 precedentemente convocati in Under 21.
|  | P | Oliver Petersen           | 26 settembre 2001 | 0  | 0  | Molde             |  |  |
|  |   |                           |                   |    |    |                   |  |  |
|  | D | Kristoffer Askildsen      | 9 gennaio 2001    | 9  | 0  | Midtjylland       |  |  |
|  | D | Josef Baccay              | 29 aprile 2001    | 1  | 0  | Odd               |  |  |
|  | D | Isak Dybvik Määttä        | 19 settembre 2001 | 0  | 0  | Groningen         |  |  |
|  | D | Marcus Holmgren Pedersen  | 16 luglio 2000    | 2  | 0  | Feyenoord         |  |  |
|  | D | Warren Kamanzi            | 1º novembre 2000  | 2  | 0  | Tolosa            |  |  |
|  | D | Fredrik Oppegård          | 7 agosto 2002     | 6  | 1  | Go Ahead Eagles   |  |  |
|  |   |                           |                   |    |    |                   |  |  |
|  | C | Emil Breivik              | 11 giugno 2000    | 1  | 0  | Molde             |  |  |
|  | C | Mathias Kjølø             | 27 giugno 2001    | 2  | 0  | Twente            |  |  |
|  | C | Elias Kristoffersen Hagen | 20 gennaio 2000   | 1  | 0  | IFK Göteborg      |  |  |
|  | C | Martin Palumbo            | 5 marzo 2002      | 4  | 2  | Juventus Next Gen |  |  |
|  | C | Halldor Stenevik          | 2 febbraio 2000   | 3  | 0  | Strømsgodset      |  |  |
|  | C | Edvard Tagseth            | 23 gennaio 2001   | 0  | 0  | Rosenborg         |  |  |
|  | C | Hugo Vetlesen             | 29 febbraio 2000  | 12 | 0  | Bodø/Glimt        |  |  |
|  |   |                           |                   |    |    |                   |  |  |
|  | A | Oscar Aga                 | 6 gennaio 2001    | 0  | 0  | Rosenborg         |  |  |
|  | A | Erling Haaland            | 21 luglio 2000    | 3  | 0  | Manchester City   |  |  |
|  | A | Josef Baccay              | 29 luglio 2001    | 1  | 0  | Brann             |  |  |
|  | A | Noah Holm                 | 23 maggio 2001    | 14 | 5  | Stade Reims       |  |  |
|  | A | Seedy Jatta               | 18 marzo 2003     | 2  | 0  | Vålerenga         |  |  |
|  | A | August Mikkelsen          | 24 ottobre 2000   | 1  | 0  | Hammarby          |  |  |
|  | A | Jørgen Strand Larsen      | 6 febbraio 2000   | 16 | 11 | Celta Vigo        |  |  |

## Rose

### Europei
Campionato d'Europa Under-21 UEFA 19981 Baardsen, 2 Espevoll, 3 Andersen, 4 Haraldsen, 5 Heggem, 6 Høiland, 7 Kippe, 8 Bakke, 9 Fjørtoft, 10 Helstad, 11 Iversen, 12 Skjeldestad, 13 Hagen, 14 Tran, 15 Lund, 16 Pedersen, 17 Stenersen, 18 Berg Hestad, 19 Lunde Aarsheim, 20 Nevland, CT: Semb
Campionato d'Europa Under-21 UEFA 20131 Østbø, 2 Linnes, 3 Rogne, 4 Strandberg, 5 Eggen Hedenstad, 6 Elabdellaoui, 7 Singh, 8 Berget, 9 Berisha, 10 Pedersen, 11 Nielsen, 12 Nyland, 13 Henriksen, 14 Semb Berge, 15 Nordtveit, 16 de Lanlay, 17 Konradsen, 18 Wolff Eikrem, 19 Kastrati, 20 Johansen, 21 King, 22 Ibrahim, 23 Kongshavn, CT: Skullerud
Campionato d'Europa Under-21 UEFA 20231 Christiansen, 2 Sebulonsen, 3 Heggheim, 4 Daland, 5 Møller Wolfe, 6 Mannsverk, 7 Kitolano, 8 Hove, 9 Jatta, 10 Bobb, 11 Ceide, 12 Klaesson, 13 Hjelde, 14 Sahraoui, 15 Rösler, 16 Evjen, 17 Nusa, 18 Solbakken, 19 Kamanzi, 20 Botheim, 21 Christensen, 22 Zafeirīs, 23 Sandberg, CT: Smerud